# Utetheisa amhara
Utetheisa amhara är en fjärilsart som beskrevs av Jordan 1939. Utetheisa amhara ingår i släktet Utetheisa och familjen björnspinnare. Inga underarter finns listade i Catalogue of Life.